# Sauchy-Cauchy
Sauchy-Cauchy is een gemeente in het Franse departement Pas-de-Calais (regio Hauts-de-France) en telt 411 inwoners (1999). De plaats maakt deel uit van het arrondissement Arras.

## Geografie
De oppervlakte van Sauchy-Cauchy bedraagt 4,1 km², de bevolkingsdichtheid is 100,2 inwoners per km².
De onderstaande kaart toont de ligging van Sauchy-Cauchy met de belangrijkste infrastructuur en aangrenzende gemeenten.

## Demografie
Onderstaande figuur toont het verloop van het inwonertal (bron: INSEE-tellingen).